# Miral
Miral ist eine Verfilmung des gleichnamigen Romans von Rula Jebreal durch Regisseur Julian Schnabel aus dem Jahr 2010. Sie war ab dem 18. November 2010 in Deutschland zu sehen. Kurz zuvor, am 9. November 2010, erschien der Roman auf Deutsch.

## Handlung
Im Mittelpunkt des Films steht die Geschichte der hübschen Miral, die wohlbehütet in einem Waisenhaus im Jerusalem der späten 1980er Jahre aufwächst, und ihrer Lehrerin Hind Husseini.
Miral lernt aber auch die Welt „draußen“ kennen – Armut, Gewalt und die Kämpfe zwischen Palästinensern und Israelis.
Als Miral sich in Hani, einen Kontaktmann der PLO, verliebt, der glaubt, der Konflikt zwischen den beiden Völkern ließe sich nur mit Gewalt lösen, gerät das Mädchen auf die „schiefe Bahn“. Der Film erzählt zudem Geschichten der drei weiteren Frauen. Eine davon ist die bereits erwähnte Hind Husseini, eine Palästinenserin aus einer reichen Familie, die 1948, als sie viele obdachlose und verwaiste palästinensische Kinder auf der Straße findet, sich spontan dazu entscheidet, eine Mädchenschule mit Internat zu gründen, die sie überwiegend selbst finanziert. Weiter geht es um Nadia, Mutter von Miral, die Missbrauchsopfer wurde, sowie um Fatima, ihre Zellengenossin und spätere Tante Mirals.
Erzählt wird von einem der Schlüsselkonflikte unserer Epoche. Die Handlung trägt autobiographische Züge der Romanautorin.
Sie wurde 1973 in Haifa als palästinensische Israelin geboren und besuchte die Waisenkinderschule Dar Al Tifel in Jerusalem.
Rula Jebreal studierte mit Hilfe eines Stipendiums ab 1993 an der Universität von Bologna, arbeitete als Journalistin in Italien und lebt jetzt in New York.

## Kritik (Auswahl)
- Denis Demmerle (kultiversum.de) sieht in Miral »ein[en] Film, der in faszinierenden Bildern packende Frauen-Biografien erzählt«. Weiter führt er aus, es läge »der Vorwurf von Einseitigkeit oder gar Propaganda nahe«, weil Schnabel »sich für einen unabhängigen palästinensischen Staat« ausspreche.[2][3]
- Daniel Kothenschulte (Frankfurter Rundschau) nennt den Film »didaktisch und poetisch«.[3]
- Anke Westphal (Berliner Zeitung) schreibt, der Film ergreife Partei im Nahost-Konflikt; das Herz des »renommierten US-amerikanischen Künstlers jüdischer Abstammung« schlage laut für die Palästinenser.[3]

## Romanvorlage
- Rula Jebreal: Miral – Ein Land. Drei Frauen. Ein gemeinsamer Traum., 2010, ISBN 978-3-442-74148-9